# Bruce Ford (Ruderer)
Bruce Singleton Ford (* 18. September 1954 in Victoria, British Columbia) ist ein ehemaliger kanadischer Ruderer, der 1984 eine olympische Bronzemedaille im Doppelvierer gewann.

## Karriere
Der 1,87 m große Bruce Ford begann an der University of British Columbia mit dem Rudersport. 1979 siegte er im Doppelzweier zusammen mit Patrick Walter bei den Panamerikanischen Spielen. Bei den Weltmeisterschaften 1979 belegten die beiden Kanadier den achten Platz. Die Olympischen Spiele 1980 verpasste Ford wegen des Olympiaboykotts.
Bei den Weltmeisterschaften 1983 in Duisburg erreichten Doug Hamilton, Mike Hughes, Phil Monckton und Bruce Ford den vierten Platz im Doppelvierer hinter den Booten aus der BRD, der DDR und den Italienern. Von den vor den Kanadiern platzierten Booten war nur der Doppelvierer aus der DDR bei den Olympischen Spielen 1984 in Los Angeles nicht am Start. Aus den Vorläufen qualifizierten sich die Westdeutschen und die Australier direkt für das Finale. Die Kanadier belegten im Vorlauf den dritten Platz hinter den Deutschen und den Italienern und siegten dann im Hoffnungslauf. Im Finale gewannen die Deutschen vor den Australiern, dahinter erkämpften die Kanadier die Bronzemedaille vor den Italienern.
1986 siegten Ford und Walter im Doppelzweier bei den Commonwealth Games 1986 in Edinburgh. Bei den Weltmeisterschaften 1986 in Nottingham ruderten die beiden auf den achten Platz. Ein Jahr später waren sie Elfte der Weltmeisterschaften in Kopenhagen. Nach dem zehnten Platz bei den Olympischen Spielen 1988 in Seoul beendete Bruce Ford seine Karriere als Aktiver.
Nach seinem Zoologiestudium an der University of British Columbia erwarb Ford 1989 einen Master-Abschluss in Umweltmanagement an der Simon Fraser University. Später war er als Umweltbiologe tätig.